# Yamaha YM2612

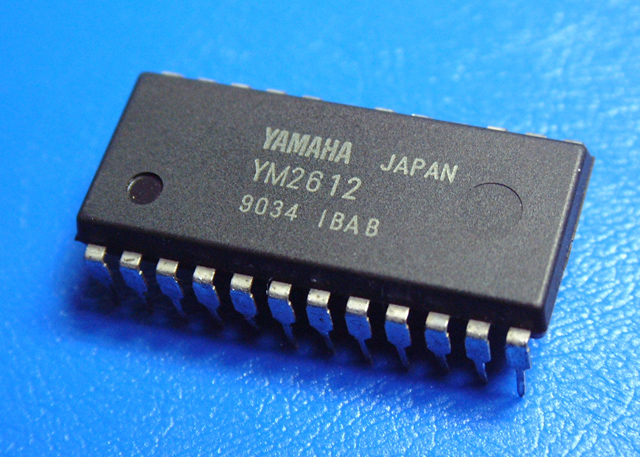
Микросхема Yamaha YM2612, год выпуска 1990

YM2612, или OPN2, —  микросхема шестиканального генератора звука, разработанная фирмой Yamaha. 
Она входит в семейство микросхем аналогичного назначения, производимых той же фирмой, использующих для синтеза звука метод частотной модуляции (FM-синтез). Создаваемые ей звуки похожи по звучанию на другие микросхемы семейства, например YM3812 (OPL2) и YMF262 (OPL3), использовавшиеся в звуковых картах Sound Blaster фирмы Creative Labs. 
YM2612 наиболее известна по игровой консоли Sega Mega Drive, где она использовалась в качестве основного синтезатора (в паре с Texas Instruments SN76489). Также она применялась в компьютере FM Towns.

## Технические характеристики
YM2612 предоставляет следующие возможности генерации звука:
- Шесть независимых каналов (голосов) FM-синтезатора
- Четыре оператора (генератора частоты) на каждый канал
- Два программируемых таймера
- Генератор сверхнизкой частоты (LFO)
- Аналоговый стереофонический выход (большинство других микросхем FM-синтеза фирмы Yamaha требовали использования внешней микросхемы ЦАП)
- Операторам третьего канала можно назначать собственную частоту (для остальных каналов частоты операторов могут иметь только кратные частоты от основной частоты канала)
- Шестой канал также может использоваться в режиме ЦАП для воспроизведения оцифрованных звуков.
- Каждый канал может быть помещён слева, справа, или в центре стереопанорамы.

## Особенности
В режиме ЦАП шестой канал позволяет воспроизводить 8-разрядные оцифрованные семплы, при этом FM-синтезатор для данного канала отключается. Данные выводятся в ЦАП через запись значений в один из 8-разрядных регистров микросхемы. Так как YM2612 не имеет буфера для выводимого звука, вывод данных с нужной частотой дискретизации должен обеспечиваться управляющим процессором программно.
Устройство и программная модель YM2612 очень похожи на другую микросхему семейства, YM2203 (OPN). Практически, YM2612 содержит в себе функциональность двух YM2203, с незначительными отличиями, и имеет аналогичное звучание. Различия заключаются в отсутствие у YM2203 генератора LFO и управления панорамой, а также режима ЦАП (так как YM2203 использует для вывода звука FM-синтезатора внешний ЦАП); и, с другой стороны, в отсутствие у YM2612 SSG-части (полностью совместимой с General Instruments AY-3-8910, включая SSG-Type огибающую у операторов каналов). Назначение управляющих регистров этих микросхем в основном совпадает.
«Инструменты» (наборы параметров для операторов одного канала), используемые YM2612 в играх для Mega Drive/Genesis, совместимы с некоторыми синтезаторами фирмы Yamaha из серии DX/TX, например с Yamaha DX100.